# 바그람 전투
바그람 전투(Die Schlacht bei Wagram)는 나폴레옹 전쟁 당시에 나폴레옹이 오스트리아 빈 근교 바그람에서 오스트리아군을 무찌르고 대승을 거둔 전투이다. 오스트리아는 결국 1809년 10월 14일에 쇤부른 조약을 맺어 제5차 대프랑스 동맹의 끝을 알렸다.

## 배경
나폴레옹은 5월에 있었던 아스펜-에슬링 전투에서 패배하여 동맹국들의 새로운 반(反)프랑스 동맹을 막기 위해 이번 전투에서는 승리해야했었다. 프랑스는 프랑스군과 기타 다른 민족들로 구성된 15만 4000명의 군대와 오스트리아는 카를 대공이 이끄는 15만 8000명의 주력 부대와 카를 대공의 형 요한 대공이 이끄는 3만 명의 지원군 등 총 18만 8000명의 대군을 이끌고 맞섰다. 카를 대공은 먼저 바그람 마을을 중심으로 23km에 걸쳐 병력을 배치하고 요한 대공이 도착하기 전에 맞서기로 결심했다. 그리고 7월 5일에 전투가 벌어졌다.

## 전투 과정
7월 5일 저녁에 프랑스군이 도나우강을 건너 오스트리아군 진영을 공격했으나 패퇴하였다. 이에 7월 6일 아침에 카를 대공이 프랑스군의 도나우 강 접근을 차단하고 프랑스군 진영의 남쪽을 공격했다. 하지만 나폴레옹이 남쪽 진영의 수비를 강화해 오스트리아군은 패배하고 동시에 나폴레옹군은 오스트리아군 북쪽 진영을 공격해 갈라놓았다. 오후 늦게 도착한 요한 대공도 격파당하고 카를 대공은 크게 패퇴해 도망쳤다. 이 전투에서는 치열한 포격전으로 많은 사상자가 발생했는데 프랑스군은 3만 4000명, 오스트리아군은 4만 명의 사상자가 생겼고 4일 후인 7월 10일에 카를 대공은 휴전을 요청했다.